# Александровка (Юрьевский район)
Алекса́ндровка (укр. Олександрівка) — село,
Александровский сельский совет,
Юрьевский район,
Днепропетровская область,
Украина.
Код КОАТУУ — 1225980201. Население по переписи 2001 года составляло 320 человек .
Является административным центром Александровского сельского совета, в который, кроме того, входят сёла
Оленовка и
Сергеевка.

## Географическое положение
Село Александровка находится на правом берегу реки Вязовок, недалеко от её истоков,
ниже по течению на примыкает село Сергеевка,
на противоположном берегу — село Оленовка.
Река в этом месте пересыхает, на ней сделана запруда.

## История
- Временем основания села Александровка исследователи-краеведы считают XVII век.
- Первое письменное упоминание датируется 1712 годом.

## Экономика
Колхоз имени Фрунзе, потом "ТОВ Агросвит", ныне продан...

## Объекты социальной сферы
- Школа.
- Фельдшерский пункт.